# کالچر دیپو
کالچر دیپو (انگلیسی: Culture Depot) شرکت سرگرمی کره‌ای است، که در سال ۲۰۱۰ تأسیس شد.